# Lampona russell
Lampona russell is een spinnensoort uit de familie Lamponidae. De soort komt voor in Queensland.